# Liste der Kulturgüter in Wilderswil
Die Liste der Kulturgüter in Wilderswil enthält alle Objekte in der Gemeinde Wilderswil im Kanton Bern, die gemäss der Haager Konvention zum Schutz von Kulturgut bei bewaffneten Konflikten, dem Bundesgesetz vom 20. Juni 2014 über den Schutz der Kulturgüter bei bewaffneten Konflikten sowie der Verordnung vom 29. Oktober 2014 über den Schutz der Kulturgüter bei bewaffneten Konflikten unter Schutz stehen.
Objekte der Kategorien A und B sind vollständig in der Liste enthalten, Objekte der Kategorie C fehlen zurzeit (Stand: 4. Mai 2024). Unter übrige Baudenkmäler sind Objekte zu finden, die im Bauinventar des Kantons Bern als «schützenswert» verzeichnet sind.

## Kulturgüter
| Foto | | Objekt                                                                 | Kat. | Typ | Standort                       | Beschreibung |
| ---- | --- | ---------------------------------------------------------------------- | ---- | --- | ------------------------------ | --- |
| ja   | Datei hochladen · Wikidata zu Schynige Platte-Bahn (Q617181)                                                         | Schynige Platte-Bahn KGS-Nr.: 17034                                    | A    | G   | Hauptstrasse 632965 / 168333   | Das Objekt liegt auf den Gemeindegebieten von Wilderswil (KGS-Nr. 17034), Gsteigwiler (KGS-Nr. 17032) und Gündlischwand (KGS-Nr. 17033). |
| ja   | Datei hochladen · Wikidata zu Burg Unspunnen (Q1014334)                                                              | Unspunnen, mittelalterliche Burgruine KGS-Nr.: 01343                   | B    | F   | Ruine 1a 632030 / 168680       | Ruine einer Burg, die im 12. Jahrhundert auf einem nach allen Seiten freien Felsbrocken errichtet und im 16. Jahrhundert dem Verfall überlassen wurde. Das Zentrum der Anlage bildet der zwölf Meter hohe runde Wehrturm, der zum Teil von einem in unregelmässigen Formen erbauten Palas umfasst wird. Der auf der Südostseite angefügte rechteckige Wohnbau und der ummauerte Hof stammen aus einer späteren Bauphase. |
| ja   | Datei hochladen · Wikidata zu Gedeckte Holzbrücke über die Lütschine nach Gsteigwiler - Teil Wilderswil (Q125775268) | Gedeckte Holzbrücke über die Lütschine nach Gsteigwiler KGS-Nr.: 01344 | B    | G   | Allmendstrasse 633156 / 168305 | Die 1738/39 erbaute gedeckte Holzbrücke über die Lütschine an der Strasse nach Gsteigwiler ist eine kräftige Ständerkonstruktion mit quergestellten Streben. Sechs im Jahr 1961 unter die aus Holzbalken bestehende Fahrbahn gelegte Stahlträger entlasten das Tragwerk. Die Brüstungen sind mit vertikalen Brettern verschalt, der Dachstuhl mit den dekorativen Abhänglingen stellt eine besonders anspruchsvolle Zimmermannsarbeit dar. Das Objekt liegt hälftig auf Gemeindegebiet von Wilderswil (KGS-Nr. 01344) und Gsteigwiler (KGS-Nr. 01328). |

## Übrige Baudenkmäler
Hinweis: Anstelle der KGS-Nummer wird als Objekt-Identifikator (ID) die Grundstücksnummer verwendet.
| ID         | Foto |                 | Objekt                                     | Typ | Standort                             | Beschreibung |
| ---------- | ---- | --------------- | ------------------------------------------ | --- | ------------------------------------ | ------------ |
| 9          | BW   | Datei hochladen | Brunnen (2. Hälfte 19. Jh.)                | K   | Oberdorf N.N.3 632304 / 168173       |              |
| 65         | BW   | Datei hochladen | Schützenhaus und Löschgerätemagazin (1864) | G   | Lehngasse 34a 632507 / 167791        |              |
| 121        | BW   | Datei hochladen | Doppelbauernhaus (um 1800)                 | G   | Mühlenenstrasse 7 632425 / 167805    |              |
| 133; 450   | BW   | Datei hochladen | Doppelbauernhaus (1779)                    | G   | Kirchgasse 53, 55 632862 / 168314    |              |
| 181        | BW   | Datei hochladen | Doppelbauernhaus (1602)                    | G   | Oberdorfstrasse 9 632204 / 168169    |              |
| 195        | BW   | Datei hochladen | Ehemalige Mühle (1513)                     | G   | Mühlenenstrasse 38 632153 / 167743   |              |
| 285        | BW   | Datei hochladen | Bauernhaus (1669)                          | G   | Oberdorfstrasse 22 632210 / 168189   |              |
| 292        | BW   | Datei hochladen | Wohnhaus (1806)                            | G   | Kreuzimaadweg 8 632801 / 168443      |              |
| 414 ff.    | BW   | Datei hochladen | Ehemaliges Doppelbauernhaus (1787)         | G   | Schulgässli 59, 61 632863 / 168201   |              |
| 457        | BW   | Datei hochladen | Bauernhaus (2. Hälfte 18. Jh.)             | G   | Alte Staatsstrasse 5 633117 / 168333 |              |
| 477        | BW   | Datei hochladen | Bauernhaus (1574)                          | G   | Allmendstrasse 9 633072 / 168298     |              |
| 544; 551   | BW   | Datei hochladen | Doppelbauernhaus (1602)                    | G   | Büelgässli 2, 4 632206 / 168161      |              |
| 628        | BW   | Datei hochladen | Bauernhaus (um 1880)                       | G   | Allmendstrasse 10 633045 / 168288    |              |
| 636        | BW   | Datei hochladen | Chalet Rosa (1906)                         | G   | Fuhrenweg 2 632540 / 168201          |              |
| 772        | BW   | Datei hochladen | Bauernhaus (1603)                          | G   | Kirchgasse 23 632442 / 168219        |              |
| 839        | BW   | Datei hochladen | Doppelbauernhaus (um 1800)                 | G   | Sandweg 2 632430 / 167804            |              |
| 920        | BW   | Datei hochladen | Bauernhaus (1597)                          | G   | Unionsgasse 2 632357 / 168196        |              |
| 975        | BW   | Datei hochladen | Jugendheim Sternen (um 1800)               | G   | Lehngasse 1 632319 / 168159          |              |
| 987        | BW   | Datei hochladen | Wohnhaus (1781)                            | G   | Kreuzgasse 4 632428 / 167889         |              |
| 1018; 1040 | BW   | Datei hochladen | Doppelbauernhaus (1790)                    | G   | Lehngasse 5, 7 632338 / 168112       |              |
| 1070       | BW   | Datei hochladen | Wohnhaus Blumenheim (1902)                 | G   | Schulgässli 35 632656 / 168107       |              |
| 1070       | BW   | Datei hochladen | Gartenhaus (1902)                          | G   | Schulgässli 35c 632654 / 168098      |              |
| 1126 ff.   | BW   | Datei hochladen | Doppelbauernhaus (1781)                    | G   | Kirchgasse 49, 51 632833 / 168321    |              |
| 1146       | BW   | Datei hochladen | Bauernhaus (1597)                          | G   | Kirchgasse 11 632363 / 168195        |              |
| 1151       | BW   | Datei hochladen | Chalet Elisabeth (1906)                    | G   | Schulgässli 47 632756 / 168169       |              |
| 1179       | BW   | Datei hochladen | Chalet (1881)                              | G   | Unders Ried 283 632014 / 167496      |              |
| 1179       | BW   | Datei hochladen | Gästehaus (1892)                           | G   | Unders Ried 284b 632021 / 167475     |              |
| 1241       | ja   | Datei hochladen | Hotel Bären (Ende 19. Jh.)                 | G   | Oberdorfstrasse 1 632297 / 168155    |              |
| 1242; 2157 | BW   | Datei hochladen | Doppelbauernhaus (1602/1726)               | G   | Oberdorfstrasse 2, 6 632289 / 168174 |              |
| 1388 ff.   | BW   | Datei hochladen | Ehemaliges Doppelbauernhaus (1817)         | G   | Sydachstrasse 18–20 632715 / 168401  |              |
| 1403       | BW   | Datei hochladen | Burgruine Unspunnen, Hauptturm (12.Jh.)    | G   | Ruine 1a 632049 / 168690             |              |
| 1736       | BW   | Datei hochladen | Wohnhaus mit Postbüro (1904)               | G   | Lehngasse 22 632417 / 167931         |              |
| 1830       | BW   | Datei hochladen | Brücke und Gleistrassee (1892)             | G   | Inseli N.N. 632006 / 167525          |              |
| 1849       | BW   | Datei hochladen | Pächterhaus (1907)                         | G   | Unders Ried 283a 632006 / 167525     |              |
| 1885       | BW   | Datei hochladen | Wohnhaus (16. Jh.)                         | G   | Alte Staatsstrasse 8 633079 / 168324 |              |